# Contortipalpia masculina
Contortipalpia masculina là một loài bướm đêm trong họ Crambidae.